# Thới Xuân
Thới Xuân là một xã thuộc huyện Cờ Đỏ, thành phố Cần Thơ, Việt Nam.
Xã Thới Xuân có diện tích 17,11 km², dân số năm 1999 là 7.009 người, mật độ dân số đạt 410 người/km².